# Солнцевська лінія
Солнцевська лінія — хронологічно тринадцята лінія Московського метрополітену.
Перша черга «Діловий центр» — «Парк Перемоги» відкрита 31 січня 2014 року з човниковим рухом по одній колії.
На початок 2022 року до складу лінії входять 12 станцій; її загальна довжина становить 24,9 км, середній час поїздки — 36 хвилин.
Лінію прокладено територією Центрального, Західного та Новомосковського округів Москви.
Дистанція «Діловий центр»— «Парк Перемоги»— глибокого закладення, а «Мінська» — «Рассказовка» — мілкого

На схемах позначається жовтим кольором і номером , через її потенційне поєднання з Калінінською лінією, що тимчасово відкладено на невизначений термін.

## Станції
|  | Назва станції           | Дата відкриття  | Пере- садки              | Глибина, м | Тип конструкції                          | Координати                                                              | Фото |
|  | ----------------------- | --------------- | ------------------------ | ---------- | ---------------------------------------- | ----------------------------------------------------------------------- | ---- |
|  | Рассказовка             | 30 серпня 2018  |                          | −12        | колонна мілкого закладення двопрогінна   | 55°38′03″ пн. ш. 37°20′07″ сх. д. / 55.634053° пн. ш. 37.335158° сх. д. |      |
|  | Новопередєлкіно         | 30 серпня 2018  |                          | −16        | колонна мілкого закладення двопрогінна   | 55°38′23″ пн. ш. 37°21′19″ сх. д. / 55.639645° пн. ш. 37.355248° сх. д. |      |
|  | Боровське шосе          | 30 серпня 2018  |                          | −20        | колонна мілкого закладення двопрогінна   | 55°38′52″ пн. ш. 37°22′13″ сх. д. / 55.647746° пн. ш. 37.370396° сх. д. |      |
|  | Солнцево                | 30 серпня 2018  |                          | −13        | колонна мілкого закладення двопрогінна   | 55°38′58″ пн. ш. 37°23′28″ сх. д. / 55.649578° пн. ш. 37.391081° сх. д. |      |
|  | Говорово                | 30 серпня 2018  |                          | −14        | колонна мілкого закладення двопрогінна   | 55°39′34″ пн. ш. 37°25′02″ сх. д. / 55.659548° пн. ш. 37.417254° сх. д. |      |
|  | Озерна                  | 30 серпня 2018  |                          | −25        | колонна мілкого закладення двопрогінна   | 55°40′14″ пн. ш. 37°26′54″ сх. д. / 55.670452° пн. ш. 37.448459° сх. д. |      |
|  | Мічурінський проспект   | 30 серпня 2018  | Мічурінський проспект    | −13        | колонна мілкого закладення трипрогінна   | 55°41′22″ пн. ш. 37°28′59″ сх. д. / 55.689484° пн. ш. 37.483044° сх. д. |      |
|  | Раменки                 | 16 березня 2017 |                          | −15        | колонна мілкого закладення двопрогінна   | 55°41′51″ пн. ш. 37°29′55″ сх. д. / 55.697574° пн. ш. 37.498477° сх. д. |      |
|  | Ломоносовський проспект | 16 березня 2017 |                          | −15        | колонна мілкого закладення двопрогінна   | 55°42′26″ пн. ш. 37°30′58″ сх. д. / 55.707119° пн. ш. 37.516196° сх. д. |      |
|  | Мінська                 | 16 березня 2017 |                          | −15        | колонна мілкого закладення двопрогінна   | 55°43′29″ пн. ш. 37°29′48″ сх. д. / 55.724818° пн. ш. 37.496675° сх. д. |      |
|  | Парк Перемоги           | 31 січня 2014   | Парк Перемоги            | −73,6      | пілонна трисклепінна                     | 55°44′10″ пн. ш. 37°31′06″ сх. д. / 55.7362° пн. ш. 37.5182° сх. д.     |      |
|  | Діловий центр           | 31 січня 2014   | Виставкова Діловий центр | −30        | колонна глибокого закладення трипрогінна | 55°44′57″ пн. ш. 37°32′22″ сх. д. / 55.7491° пн. ш. 37.5395° сх. д.     |      |

## Депо
| Електродепо      | Період      |
| ---------------- | ----------- |
| ТЧ-3 «Ізмайлово» | 2014 — 2018 |
| ТЧ-18 «Солнцево» | з 2018      |

### Кількість вагонів у потягах
| Кількість        | Період      |
| ---------------- | ----------- |
| 3 (типу «Русич») | 2014 — 2016 |
| 7                | 2016 — 2018 |
| 8                | з 2018      |

### Типи вагонів, що використовуються на лінії
| Тип вагонів                                    | Період      |
| ---------------------------------------------- | ----------- |
| 81-740.4/741.4 «Русич», 81-740.1/741.1 «Русич» | 2014 — 2016 |
| 81-760/761 «Ока»                               | з 2016      |
| 81-760А/761А/763А «Ока»                        | 2018 — 2020 |
| 81-765.3/766.3/767.3 «Москва»                  | 2018 — 2020 |